# (100424) 1996 GS18
(100424) 1996 GS18 es un asteroide perteneciente al cinturón de asteroides, descubierto el 15 de abril de 1996 por Eric Walter Elst desde el Observatorio de La Silla, Chile.

## Designación y nombre
Designado provisionalmente como 1996 GS18.

## Características orbitales
1996 GS18 está situado a una distancia media del Sol de 3,067 ua, pudiendo alejarse hasta 3,353 ua y acercarse hasta 2,781 ua. Su excentricidad es 0,093 y la inclinación orbital 4,286 grados. Emplea 1962 días en completar una órbita alrededor del Sol.

## Características físicas
La magnitud absoluta de 1996 GS18 es 14,7. Tiene 5,797 km de diámetro y su albedo se estima en 0,091.